# Асхаб аль-Ухдуд
Асхаб аль-Ухдуд (араб. أصحاب الأخدود‎ — люди рва) — предположительно йеменские иудеи во главе с Йусуфом Асаром, которые в 523 году сожгли в специально вырытом для этого рву христиан йеменского города Наджран во главе с градоначальником Арефой. Упоминаются в (85:4—7) аятах Корана, где христиане упомянуты как мученики за веру.

 Да сгинут губители [невинных] возле рва — [губители], которым [был уготован] огонь пылающий, в тот самый миг, когда они собрались возле этого [т. е. пылающего рва], радуясь тому, что они творят с верующими. 
—  85:4—7 (Османов)

## Христиане Наджрана
Рассказы о йеменских событиях были широко распространены в Аравии. Согласно преданию, принявший иудейство йеменский царь Йусуф Асар, беспокоясь растущим влиянием Эфиопии, осадил и взял город Наджран, в котором жили в основном православные христиане (биограф пророка Мухаммеда Ибн Исхак называет Наджран первым местом в Южной Аравии, где в своё время распространилось христианство). Захватчик-иудей пригрозил смертью наджранским христианам, если они не отрекутся от своей веры и не перейдут в иудаизм. Наджранцы предпочли мученическую смерть и были сожжены.
В данном отрывке из Корана можно увидеть сочетания конкретных историй о жизни и испытаниях верующих людей, которые в контексте с испытаниями, лёгшими на плечи первых мусульман, приобрели новое звучание.
На десятый год хиджры пророка Мухаммеда посетила делегация из 14 наджранских христиан, которым разрешили помолиться в мечети. Итогом визита и религиозного диспута стало соглашение между мусульманами и христианами Наджрана, поддерживавшееся при Мухаммеде и Абу Бакре. Однако уже при втором исламском халифе Умаре ибн Хаттабе оставшиеся в городе христиане были высланы из Аравии.

## История пророка Даниила
Некоторые толкователи Корана толкуют это место как отражение истории пророка Даниила:
«Тогда Навуходоносор исполнился ярости, и вид лица его изменился на Седраха, Мисаха и Авденаго, и он повелел разжечь печь в семь раз сильнее, нежели как обыкновенно разжигали её, и самым сильным мужам из войска своего приказал связать Седраха, Мисаха и Авденаго и бросить их в печь, раскалённую огнём. Тогда мужи сии связаны были в исподнем и верхнем платье своём, в головных повязках и в прочих одеждах своих, и брошены в печь, раскалённую огнём. И как повеление царя было строго, и печь раскалена была чрезвычайно, то пламя огня убило тех людей, которые бросали Седраха, Мисаха и Авденаго. А сии три мужа, Седрах, Мисах и Авденаго, упали в раскалённую огнём печь связанные. [И ходили посреди пламени, воспевая Бога и благословляя Господа. И став Азария молился и, открыв уста свои среди огня, возгласил: «Благословен Ты, Господи Боже отцов наших, хвально и прославлено имя Твоё вовеки. Ибо праведен Ты во всем, что соделал с нами, и все дела Твои истинны и пути Твои правы, и все суды Твои истинны. Ты совершил истинные суды во всем, что навёл на нас и на святый град отцов наших Иерусалим, потому что по истине и по суду навёл Ты все это на нас за грехи наши. » (Дан. 3:19—28).